# Pogromo antigitano de Martos
El pogromo antigitano de Martos es uno de los nombres por los cuales han sido conocidos los sucesos acaecidos en dicha localidad española en 1986, que supusieron la huida de la población de etnia gitana tras la quema de sus viviendas por parte de los lugareños.

## Sucesos
Los hechos tuvieron lugar en julio de 1986 en la localidad andaluza de Martos, en la provincia de Jaén, cuando una turba de marteños —formada por un número que oscilaría entre dos y cinco centenares de personas— incendió unas treinta viviendas de familias gitanas de la localidad, en lo que se ha interpretado como un episodio de violencia racista colectiva. Tuvo origen en una agresión de un gitano de Martos a un lugareño. Tras el juicio, en el que solo hubo dos procesados, una de las réplicas comunes entre la población local habría sido la de «Ha sido el pueblo», en respuesta a la búsqueda de culpables por parte de la justicia. Los gitanos afectados, en torno al centenar, tras el incendio de sus casas emigraron a otros puntos de la geografía española, como Cataluña, la Comunidad Valenciana y otros lugares de Andalucía. Se ha destacado la celeridad de la población local a la hora de actuar, que en apenas media hora tras la agresión del gitano logró organizarse reunir unos dos millares de marteños pidiendo la expulsión de los lugareños de dicha etnia, petición esta que se seguiría realizando también tras la quema de las viviendas.
En opinión de Juan F. Gamella y Manuel A. Río los sucesos de Martos, junto a los de Mancha Real acontecidos un lustro después, «han llegado a convertirse en los más famosos enfrentamientos antigitanos de la España democrática, marcando un hito en la historia reciente de las relaciones étnicas en nuestro país».